# Normandy (Missouri)
Pour les articles homonymes, voir Normandy.
Normandy est une ville américaine du comté de Saint Louis, dans l'État du Missouri. Au recensement de 2010, la population s'élevait à 5 008 habitants.

## Histoire
La ville fut fondée sur les terres acquises par Charles Lucas, homme d'affaires et législateur du Territoire du Missouri et fils du fondateur de la ville de Saint Louis dans le Missouri, Jean Baptiste Charles Lucas. À la suite des Tremblements de terre de New Madrid de 1811-1812, Charles Lucas rachète des terres et s'enrichit par ce négoce. Il y fonde une nouvelle cité.
Charles Lucas appela cet endroit « Normandy » en raison de l'origine de son père qui naquit à Pont-Audemer en Normandie.

## Patrimoine
- Église de l'Ascension (catholique)